# David O’Hara
David Patrick O’Hara (* 9. Juli 1965 in Glasgow, Schottland) ist ein schottischer Film- und Theaterschauspieler.

## Leben
David O’Hara, Sohn von Patrick und Martha O’Hara, wuchs in einer römisch-katholischen Familie auf.
Nach dem Pflichtschulabschluss begann er, als Mitglied eines Jugendtheaters von Schule zu Schule zu touren. 1982, 17-jährig, zog O’Hara nach London und studierte zwei Semester an der Central School of Speech and Drama. Da ihm jedoch bald die finanziellen Möglichkeiten fehlten, kehrte O’Hara nach Schottland zurück und trat dort erstmals in einem professionellen Theater auf. Nun kehrte er an die Central zurück, um seine Ausbildung zu komplettieren. Zu Beginn der 1980er Jahre arbeitete O’Hara vorwiegend auf Theaterbühnen. Außerdem war er ein Jahr Mitglied der Royal Shakespeare Company.
1984 gab er sein Filmdebüt in Comfort and Joy, einer Filmkomödie von Bill Forsyth. Bekanntheit erlangte O’Hara erst 1995 durch eine Nebenrolle in Braveheart unter der Regie von Mel Gibson. Seitdem stand er in hauptsächlich britischen Filmen vor der Kamera, obgleich er auch Filmangebote aus den USA wahrnahm. 2006 drehte er zusammen mit Filmregisseur Martin Scorsese, als er in dessen Film Departed – Unter Feinden die Nebenrolle des Fitzy darstellte.
In Harry Potter und die Heiligtümer des Todes – Teil 1 verkörperte er die Rolle des Albert Runcorn, in den sich Harry, nach Einnehmen des Vielsafttranks, verwandelt.
Heute lebt David O’Hara in Dublin.

## Filmografie
- 1984: Comfort and Joy
- 1985: One by One (Fernsehserie, 3 Folgen)
- 1986: Link – Der Butler (Link)
- 1995: Braveheart
- 1996: Mütter & Söhne (Some Mother’s Son)
- 1997: Heirat nicht ausgeschlossen (The MatchMaker)
- 1997: Vertrauter Feind (The Devil’s Own)
- 1999: Die Bibel – Jesus (Jesus, Fernsehfilm)
- 2000–2001: The District – Einsatz in Washington (The District, Fernsehserie, 23 Folgen)
- 2001: Made
- 2004: Hotel Ruanda (Hotel Rwanda)
- 2006: Tristan & Isolde
- 2006: Departed – Unter Feinden (The Departed)
- 2008: Doomsday – Tag der Rache (Doomsday)
- 2008: Wanted
- 2009: Darfur
- 2010: Die Tudors (The Tudors, Fernsehserie, 9 Folgen)
- 2010: Harry Potter und die Heiligtümer des Todes – Teil 1 (Harry Potter and the Deathly Hallows: Part 1)
- 2011: Cowboys & Aliens
- 2011: Whole Lotta Sole – Raubfischen in Belfast (Whole Lotta Sole)
- 2012: Contraband
- 2013: Luther (Fernsehserie, 4 Folgen)
- 2014: Reach Me – Stop at Nothing (Reach Me)
- 2015: Gotham (Fernsehserie, 2 Folgen)
- 2015: The Messenger
- 2017: Agents of S.H.I.E.L.D. (Fernsehserie, 3 Folgen)
- 2017: In Extremis
- 2018: Dirt Road to Lafayette
- 2019: Hard Powder (Cold Pursuit)
- 2019: The Professor and the Madman
- 2022: Deus